# José Ávalos de Mendoza
José Ávalos de Mendoza fue Gobernador de la Provincia del Paraguay en 1705. Fue designado interinamente al cargo, gobernando escasos meses, lo sucedió Sebastián Félix de Mendiola.
| Predecesor: Antonio de Escobar y Gutiérrez | Gobernador del Paraguay 1705 | Sucesor: Sebastián Félix de Mendiola |

- Datos: Q9014985